# Raruto
Raruto è un fumetto online spagnolo creato da Jesús García Ferrer, già autore di 5 Elementos. Esso è una parodia del manga Naruto, scritto e disegnato dal mangaka Masashi Kishimoto. L'opera ha iniziato la pubblicazione il 30 novembre 2005 e si è conclusa nel novembre 2013.
Dal 2008 circa 40.000 persone in Spagna hanno letto il fumetto, e a causa di Raruto ed anche ad altre opere, Garcìa è diventato famoso su internet. Raruto è stato tradotto in catalano, cinese, inglese, francese, italiano e portoghese. Per questa opera, Ferrer ha ricevuto un premio come migliore artista spagnolo all'evento Expomanga.

## Creazione e sviluppo
Originariamente Raruto era un hobby dell'autore, ma col passare del tempo sentiva che la serie stava diventando una "responsabilità" per lui, infatti egli faceva attenzione a come ritraeva i personaggi in modo che i lettori sarebbero stati soddisfatti. L'opera è stata creata come una sorta di satira verso gli anime e i manga.

## Personaggi
- Zumomaki Raruto - Una parodia di Naruto Uzumaki, Raruto è un ragazzo dal villaggio di Torroja, che possiede un demone volpe dentro di lui. Garcìa ha chiamato il personaggio "Raruto" facendo riferimento a The Legend of Zelda: The Wind Waker, dato che i videogiochi della serie di Zelda sono i suoi preferiti. Inoltre in spagnolo "Raro" significa "strano", così il suo nome potrebbe essere tradotto come "Stranuto". Il nome della famiglia "Zumomaki" è anche un gioco di parole. In spagnolo "zumo" significa " succo ". Contrariamente alla sua controparte del manga di Kishimoto, Raruto è pigro, scroccone, prepotente, antieroe e particolarmente sadico. Una particolarità di Raruto è quella di essere perennemente raffigurato con gli occhi chiusi.
- Kuchilla Saske - Una parodia di Sasuke Uchiha, Saske dice che "odia tutto, riso in bianco prima di tutto". Il nome "Saske" deriva da "Sasuke" del personaggio originale, e si pronuncia uguale al nome del personaggio originale. In spagnolo "Cuchilla" significa " lama.
- Margarina Flora - Una parodia di Sakura Haruno . In spagnolo "Flora" si riferisce alle piante, e un "Flor" si riferisce ad un fiore. Il nome del personaggio si riferisce al nome del personaggio originale, " Sakura ", che significa" fiore di ciliegio ". In spagnolo "Margarina" significa " margarina ", e una marca di margarina in Spagna è " Flora Margarina ".
- Kagate Kakasi (Kágate Kakasí) - Una parodia di Kakashi Hatake . In spagnolo "cacca" si riferisce alle feci e "si" vuol dire proprio "si", così il suo nome significa "Sì, poopoo".

## Luoghi
- Torroja - Una parodia del villaggio di Konoha. "Torroja" è l'abbreviazione di "Toda" e "Roja", così il nome del villaggio significa "tutto rosso". Il traduttore dice "non ha alcun senso, lo so ... sembra solo divertente."
- Il Paese Rave - Una parodia del Paese delle Onde.
- Il villaggio del Fango - una parodia del villaggio della sabbia

## Terminologia
- Bossazzo - È la parodia di Hokage.
- Tecnica Kagon, Gran Bola de Fuego - La tecnica è una parodia della Katon, Gōkyakyū no Jutsu. "Cagón" si intende una persona che defeca molto, e usa il suo posteriore per produrre un'infuocata flatulenza.
- Ninja-Dex, una parodia del Pokédex della serie dei Pokémon.
- Sharinflan (Sharinflán), una parodia dello Sharingan. La parola " flan " si riferisce a una crema al caramello popolare in Spagna e in altri paesi di lingua spagnola.
- ANBU-Lance - Una parodia di ANBU. Il nome è un gioco di parole della parola inglese " ambulanza ".
- Picha-Gordi-Chi - Il termine, che si riferisce al trio di Clara Pichamaru, Achimichi Gordi e Yamaja Chino, è una parodia del termine "Ino-Shika-Cho", riferendosi a Ino Yamanaka, Shikamaru Nara e Choji Akimichi.
- Inodora-no-Jutsu' - Una parodia di Hiru Bansho Boka no Jutsu. "Inodoro" significa servizi igienici in spagnolo.
- Yunque' - Una parodia di Juken. In spagnolo un "Yunque" è un'incudine.
- Soplon (Soplón)  - Una parodia di Futon. In spagnolo un "soplón" è un "fanfarone".
- Pichori - Una parodia di Chidori. Il nome è una combinazione di "Chidori" e " Pikachu ", un Pokémon. Inoltre è un riferimento alla "Minish" nella serie di Zelda, noto come "picori" in giapponese.
- Calippo - Una parodia del Rasengan